# Balázs Bábel
Balázs Bábel (n. 18 octombrie 1950, Gyón⁠(d), Pesta, Ungaria) este un arhiepiscop romano-catolic maghiar.